# زواویش ویلکا
زواویش ویلکا (به لهستانی:  Zławieś Wielka) یک روستا در لهستان است که در گمینا زواویش ویلکا واقع شده‌است. زواویش ویلکا ۸۹۴ نفر جمعیت دارد.